# ヘンリー・サンドフォード (第2代マウント・サンドフォード男爵)
第2代マウント・サンドフォード男爵ヘンリー・サンドフォード（英語: Henry Sandford, 2nd Baron Mount Sandford、1805年3月10日 – 1828年6月14日）は、アイルランド貴族。

## 生涯
ウィリアム・サンドフォード（William Sandford、1752年頃 – 1809年8月17日、ヘンリー・サンドフォードの息子）とジェーン・オリヴァー（Jane Oliver、シルヴァー・オリヴァーの娘）の息子として、1805年3月10日に生まれた。
1814年12月29日に父方の伯父にあたる初代マウント・サンドフォード男爵ヘンリー・ムーア・サンドフォードが死去すると、マウント・サンドフォード男爵位を継承した。
1828年6月14日、ウィンザーでの暴動で殺害された。生涯未婚であり、爵位は父方の叔父にあたるジョージ・サンドフォードが継承した。